# Koninkrijk Sicilië
Het koninkrijk Sicilië was een staat in het zuiden van het huidige Italië. De staat werd opgericht door Rogier II van Sicilië in 1130 en bestond tot 1816. Het was een opvolgende staat van het graafschap Sicilië, dat was opgericht in 1071 tijdens de verovering van Zuid-Italië door de Normandiërs. Het koninkrijk bedekte niet alleen het eiland Sicilië, maar ook de hele Mezzogiorno (zuidelijk Italië) en de Maltese archipel. Het eiland zelf was verdeeld in drie regio's, Val di Mazara, Val Demone en Val di Noto.
Het werd soms wel het regnum Apuliae et Siciliae genoemd tot 1282. In 1282 wierp een opstand tegen de heerschappij van het huis Anjou, bekend als de Siciliaanse Vespers, Karel van Anjou omver die het eiland Sicilië regeerde. Het huis Anjou slaagde erin de controle te behouden over de gebieden van het koninkrijk op het Italiaanse vasteland, dat uiteindelijk het koninkrijk Napels genoemd werd, naar zijn hoofdstad. Het eiland werd een apart koninkrijk, onder de heerschappij van een Catalaanse dynastie die regeerde over het koninkrijk Aragon. Na 1302 werd het eiland soms het koninkrijk Trinacria genoemd (trinacria betekent driehoek). Vaak werd het koningschap toegekend aan een andere vorst zoals de koning van Aragon, de koning van Spanje of de keizer van het Heilige Roomse Rijk. In 1816 werd het koninkrijk Sicilië samengevoegd met het koninkrijk Napels in het nieuw gecreëerde koninkrijk der Beide Siciliën. In 1861 werden zijn gebieden verenigd met het koninkrijk Italië

## Normandiërs
Na de dood van Willem II van Apulië in 1127 werden het hertogdom Apulië en Calabrië en het graafschap Sicilië verenigd onder de heerschappij van Rogier II van Sicilië. Op 25 december 1130 werd Rogier II door tegenpaus Anacletus II gekroond tot koning van Sicilië.
In de eerste tien jaar van zijn regeerperiode moest Rogier invasies afslaan en opstanden van zijn belangrijkste vazallen neerslaan. In het Verdrag van Mignano (1139) erkende Paus Innocentius II het koningschap van Rogier. Met dank aan zijn legerleider Joris van Antiochië kon Rogier de Afrikaanse stad Mahdia innemen. Na de verovering nam hij de titel "koning van Afrika" aan. Zijn vloot viel ook het Byzantijnse Rijk aan, en was meer dan een eeuw lang de belangrijkste zeemacht in het Middellandse Zeegebied.
Rogier werd opgevolgd door zijn zoon Willem I. Bij zijn dood in 1166 heerste er vrede, maar zijn zoon, Willem II, was nog minderjarig. De periode van het regentschap (1166-1172) was turbulent, en zorgde bijna voor de val van de koninklijke familie. De regering van Willem II is echter de geschiedenisboeken ingegaan om de vrede en voorspoed die in het koninkrijk heersten. Hierdoor is hij bekend komen te staan als Willem de Goede. In 1189 stierf hij, zonder nakomelingen. Dit zorgde voor chaos in het rijk.
Twee clans stonden tegenover elkaar. De ene groep onder leiding van Rogier van Andria koos voor de tante van Willem, Constance, die getrouwd was met de Duitse Keizer Hendrik VI.  De andere partij onder leiding van Matthew van Ajello koos voor de neef van Willem, Tancred. Tancred werd uiteindelijk, na drie weken, op 8 december 1189 tot koning van Sicilië uitgeroepen. Tancred stierf echter in 1194 en Keizer Hendrik VI nam de macht over in naam van zijn vrouw, het koninkrijk Sicilië kwam in handen van het huis Hohenstaufen.

## Hohenstaufen

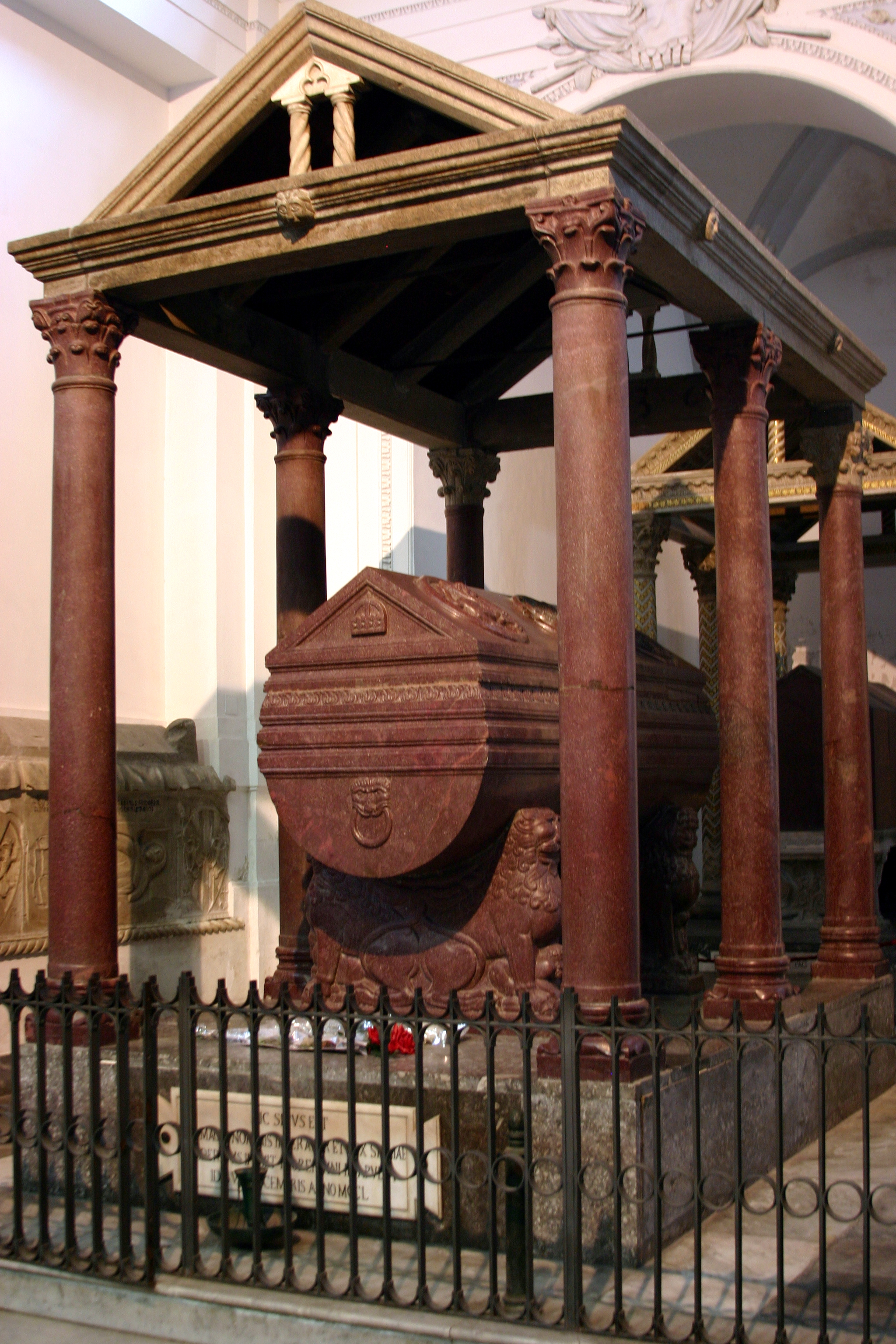
De sarcofaag van Frederik II in de Kathedraal van Palermo.

Het jaar dat Hendrik VI en Constanza aan de macht kwamen, baarde Constanza een zoon, Frederik. Hendrik VI stierf in 1197, Constanza in 1198. Constanza had paus Innocentius III aangeduid als regent voor haar zoon. Filips van Zwaben, de broer van Hendrik VI stuurde zijn vertrouweling Markwaard van Annweiler om die taak op zich te nemen. 
Tot zijn meerderjarigheid in 1208 was Frederik II de speelbal van vertegenwoordigers van het Duitse hof of van de Pauselijke curie. Uiteindelijk haalt Paus Innocentius III de bovenhand en regelde zijn huwelijk in 1209 met de vijftienjaar oudere Constance van Aragón. In 1212 verliet Frederik Sicilië om Duits koning te worden. Constance bleef in Messina achter met hun pasgeboren zoon, Hendrik.
Nadat Frederik aan Paus Honorius III beloofd had dat hij op kruistocht zou gaan werd hij 1220 in Rome tot keizer gekroond, nadien reisde hij verder naar zijn geboorteland. Hij stopte de onrust in Sicilië, door onder andere de moslims te centraliseren rond Lucera op het vaste land. In 1222 stierf Constance, drie jaar later trouwde hij met Yolande van Brienne in de Kathedraal van Brindisi en werd zo Koning van Jeruzalem. Na veel getalm en de dood van Yolande, vertrok hij in 1228 op kruistocht. Een jaar later keerde hij succesvol terug naar huis.
Frederik bouwde in deze periode bovendien de Castel del Monte. In 1224 richtte hij de Universiteit van Napels op.
Frederik zette de hervormingen voort die zijn grootvader Rogier II was begonnen. Zo nam hij in 1231 een nieuw wetboek aan, de Constituties van Melfi, dat als inspiratie voor wetgeving in de rest van Europa zou dienen. Het betekende een verandering in de positie van geschreven wetten. Bovendien werd Sicilië krachtens het wetboek een absolute monarchie, de eerste gecentraliseerde Europese staat die uit het feodalisme voortkwam. Met een aantal kleine aanpassingen bleef dit wetboek tot 1819 de basis van wetgeving in Sicilië.
Sinds 1220 had hij zijn zoon Hendrik achtergelaten in Duitsland en tot koning gekroond. De kerkelijke- en rijksvorsten profiteerden van de situatie om zich meer macht toe te eigenen. Frederik had hen nodig en liet Hendrik eerst door de paus excommuniceren en in 1235 in Worms afzetten. Blijkbaar was dit nog niet genoeg en Frederik liet zijn macht zien tijdens de Slag bij Cortenuova in 1237. Voor een tweede maal werd de keizer geëxcommuniceerd. De spanningen met de paus liepen verder op en uiteindelijk werd Frederik tijdens het Eerste Concilie van Lyon in 1245 als keizer afgezet. Verbitterd stierf hij vijf jaar later in het kasteel Fiorentino in Torremaggiore.
Zijn zoon Koenraad IV probeerde de titels van zijn vader in ere te herstellen, maar tegen de pausen was hij niet opgewassen. Toen hij in 1254 stierf, eiste Paus Innocentius IV het koninkrijk op in naam van zijn tweejarige zoon Konradijn. Frederik, zijn buitenechtelijke zoon, Manfred van Sicilië, probeerde  het koninkrijk uit de handen van de pausen te houden. In 1263 verkocht Paus Urbanus IV zijn leen aan Karel van Anjou. In 1266 viel Karel Sicilië binnen en versloeg Manfred in de Slag bij Benevento. Twee jaar later liet hij Konradijn onthoofden. Hiermee kwam een einde aan de heerschappij van de Hohenstaufens over Sicilië.

## Anjou en Aragon

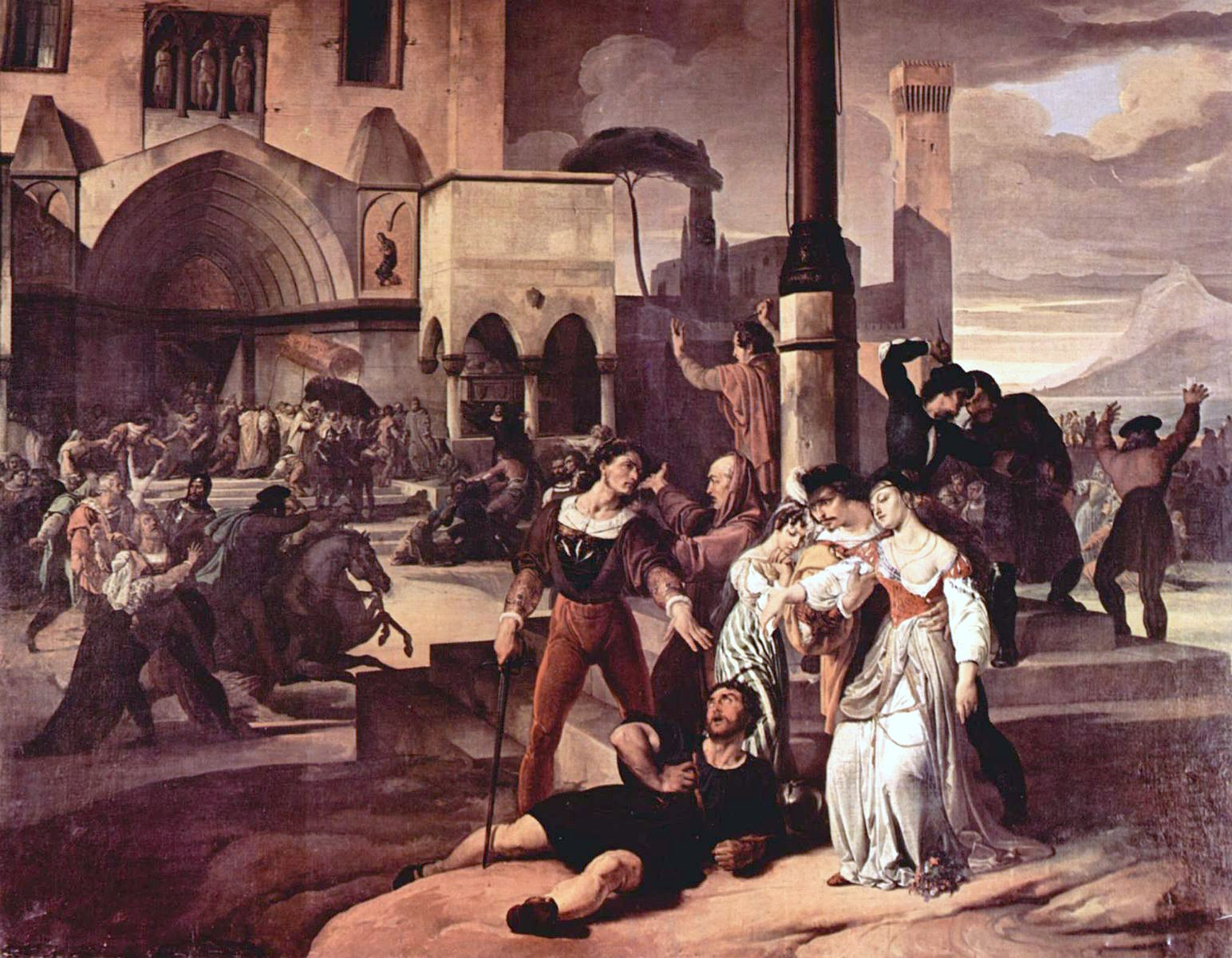
Siciliaanse Vespers (1846) door Franceso Hayez

De hoge belastingdruk en de verfransing van het land, leidde tot de Siciliaanse Vespers in 1282. De Sicilianen begrepen dat ze niet zonder buitenlandse steun hun opstand tegen Karel konden winnen en wenden zich daarop toch tot de koning van Aragon, Peter III van Aragón, die getrouwd was met Constance, de dochter van Manfred van Hohenstaufen en op 30 augustus ging het Aragonese leger aan land bij Trapani, het begin van de oorlog van de Siciliaanse Vespers, die eindigde met de Vrede van Caltabellotta in 1302.
De vrede deelde het oude koninkrijk Sicilië in tweeën. Het eiland Sicilië ging naar Frederik III van Sicilië, het deel van het koninkrijk op het vasteland kwam in handen van Karel II van Napels. Beide koningen hadden al de macht in handen in deze gebieden; het Verdrag van Villeneuve (1372) was de formele erkenning van het status quo.
Sicilië werd tot 1409 geregeerd als een onafhankelijk koninkrijk, waar familieleden van de koningen van Aragon aan het hoofd stonden. In 1409 werd Sicilië bij de Kroon van Aragón gevoegd. Het koninkrijk Napels werd bestuurd door leden van het huis Anjou. De beide gebieden werden in 1443 samengevoegd door Alfons V van Aragón; op 26 februari van dat jaar won hij het beleg van Napels. Na zijn dood scheidde Alfons de gebieden echter weer. Napels kwam in handen van zijn zoon Ferdinand I van Napels, die van 1459 tot 1494 zou regeren. Aragón en Sicilië gingen over naar Alfons' broer, Johan II van Aragón. Tussen 1494 en 1503 probeerden de Franse koningen Karel VIII en Lodewijk XII, erfgenamen van het huis Plantagenêt, Napels terug te veroveren. De titel koning van Sicilië werd tot 1516 gevoerd door de koningen van Aragón.

## Habsburgers – Savoye – Habsburgers
Het land kwam met de troonsbestijging van Karel I in Spaans Habsburgs bezit. In de twee eeuwen die volgden werd Napels bestuurd door Spaanse onderkoningen, zoals Pedro Téllez-Girón en Peter Anton van Aragon.
Met de dood van Karel II van Spanje kwam er eind aan de Spaanse overheersing en brak de Spaanse Successieoorlog uit. Met de Vrede van Utrecht (1713)  kwam het Koninkrijk Sicilië in handen van Victor Amadeus II van Savoye. Onder invloed van Elisabetta Farnese, vrouw van de nieuwe Spaanse Bourbon koning Filips V, viel ze het land binnen. Dankzij de hulp van de Oostenrijkers konden de Spanjaarden worden verdreven. Met het Verdrag van Den Haag (1720) moest Victor Amadeus II, Sicilië ruilen voor het koninkrijk Sardinië en kwam Sicilië in Oostenrijks Habsburgs bezit.

## Huis Bourbon-Sicilië
Tijdens de Poolse Successieoorlog viel Spanje in 1734 onder leiding van hertog Karel van Parma Napels binnen. Hij is de stichter van het huis Bourbon-Sicilië, eerst als Karel VII van Napels en Karel V van Sicilië, later Karel III van Spanje. Zijn nakomelingen regeerden in het koninkrijk tot de Italiaanse eenwording in 1861. 
Tussen 1816 en 1861 waren de koninkrijken van Napels en Sicilië verenigd onder de naam koninkrijk der Beide Siciliën. In de jaren 1848-1849 riepen Siciliaanse rebellen tijdelijk het koninkrijk Sicilië (1848-1849) uit.